# Каретников, Игорь Александрович
Игорь Александрович Каретников (1936—2017) — учёный-металлург, лауреат Государственной премии СССР.
Родился в г. Орехово-Зуево 3 октября 1936 г. в семье учителей (отец погиб на фронте в феврале 1942 г.).
Окончил городскую школу № 1 (1954, его одноклассниками были профессор МГУ Н. Ф. Вельтищев и народный артист РФ кинорежиссёр Л. Г. Марягин) и Московский институт цветных металлов и золота (МИЦМиЗ) им. М. И. Калинина (1959).
Кандидат физико-математических наук (1973, тема диссертации «Влияние структурных дефектов на электрофизические свойства тонких слоев сульфида цинка»).
Доцент МЭИ (кафедра полупроводниковых приборов).
Автор 22 изобретений.
Государственная премия СССР — за разработку и создание нового класса жаропрочных конструкционных материалов. Лауреат премии имени В. А. Ливанова.
Скоропостижно умер в Москве 26 апреля 2017 года.